# Necessarium
Das Necessarium von lat. necesse est („es ist notwendig“) war in mittelalterlichen Klöstern die Bezeichnung der Toilette.

## Allgemeines
Neben dem Fernhalten von Gerüchen war ein zügiger Abtransport der Fäkalien wichtig zur Vermeidung von Trinkwasservergiftungen und zur Verhinderung von Seuchen. Dazu wurde fließendes Wasser benutzt, das in seinem natürlichen Lauf oder über Kanäle unter die Necessarien geführt wurde. Diese Art der Entsorgung wurde bereits in der Antike genutzt.
Die einzelnen Sitze waren zumeist in Reihen angeordnet, mitunter durch eine Holzwand getrennt. Nur für höhergestellte Personen gab es Einzelplätze. Das Necessarium befand sich meist nahe dem Dormitorium, dem Schlafraum, mitunter war es auch nur von diesem aus erreichbar. 

## Beispiele

Necessarien im St. Galler Klosterplan
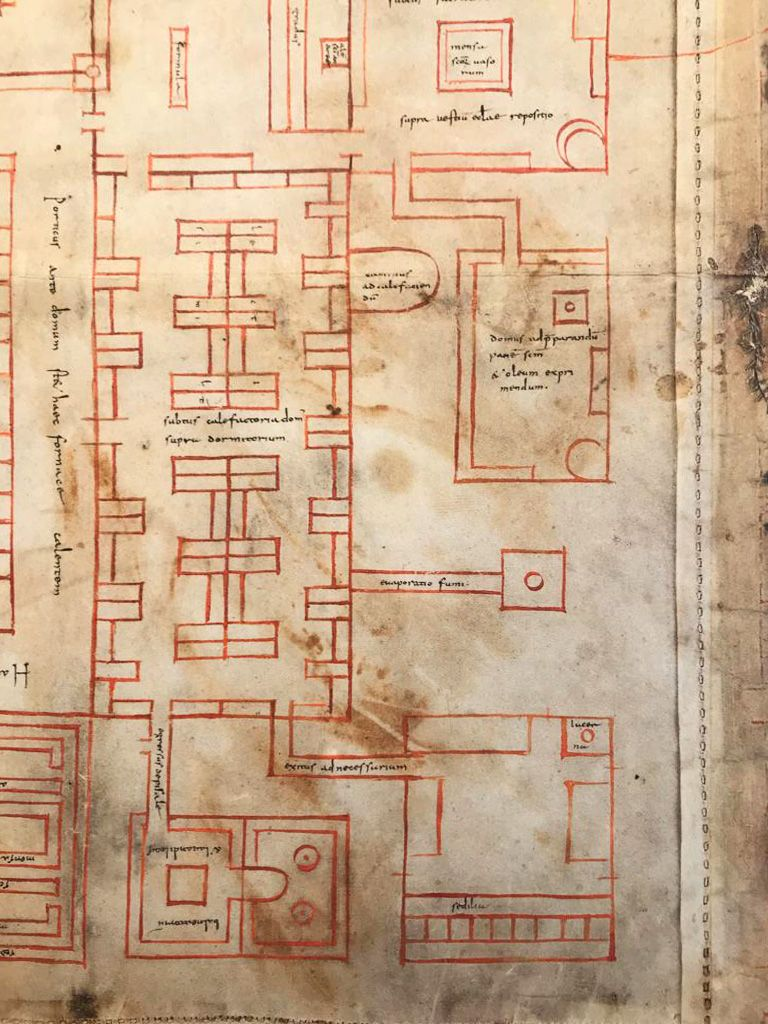
Am Dormitorium (unten rechts)
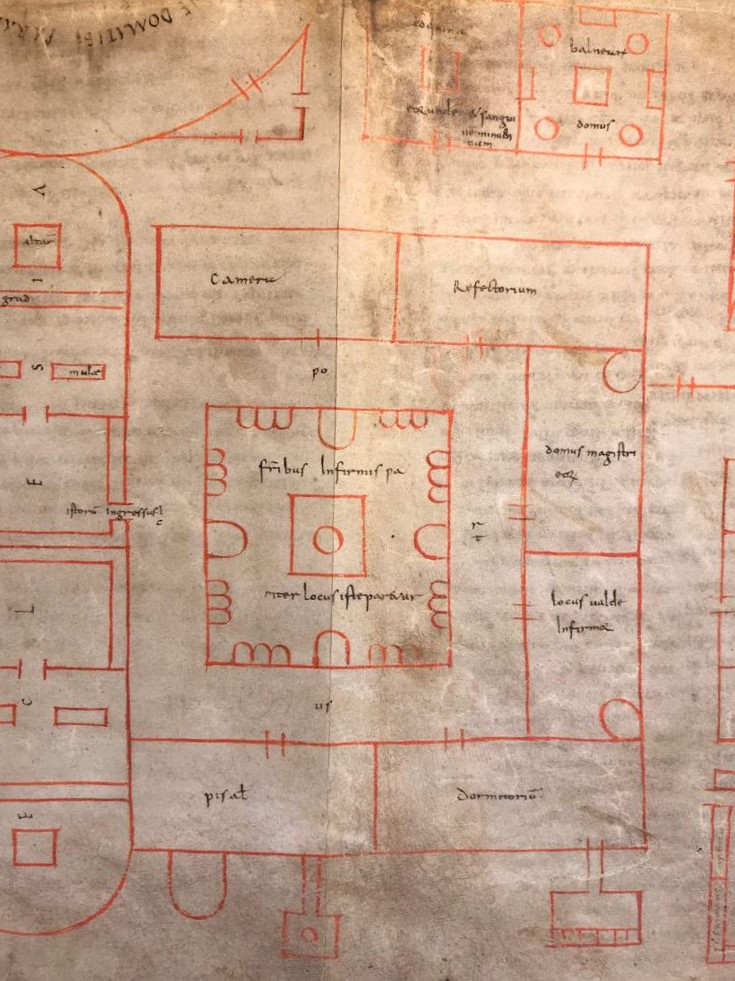
Im Krankenbereich (unten rechts)
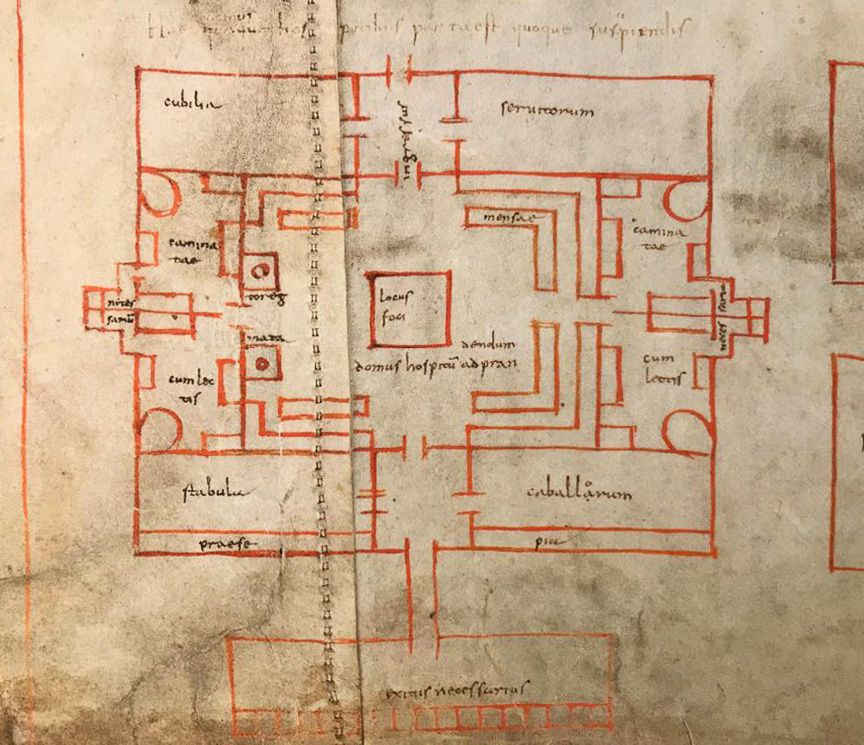
Im Gästebereich (unten)
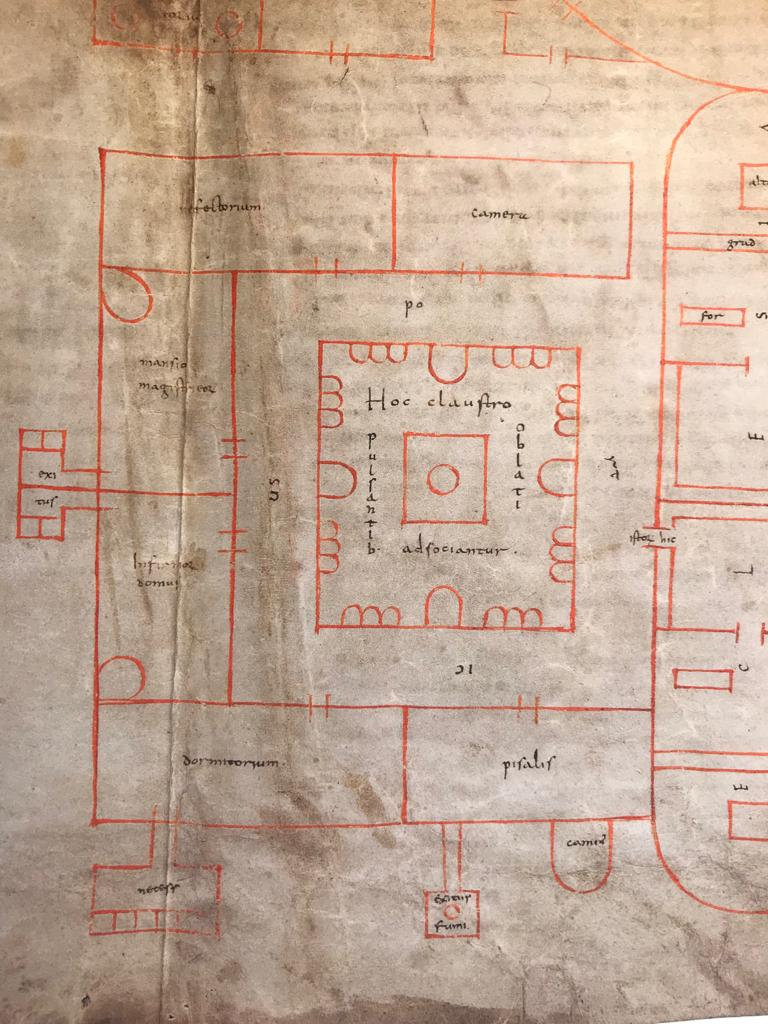
Externe Schüler (unten links)

Im St. Galler Klosterplan, einem Idealplan für ein Kloster aus dem 9. Jahrhundert, finden sich Necessarien in verschiedenen Teilen der Anlage. Da ist zunächst ein Necessarium mit neun Plätzen mit Zugang vom Dormitorium der Klosterbrüder und auch eines im Krankenbereich, ebenfalls mit Zugang vom dortigen Dormitorium. Auch für die Gäste war eines vorgesehen. Allerdings mussten diese erst an den Pferdeställen vorbei. 
Auch für Oblaten, Novizen und externe Schüler waren jeweils Necessarien vorhanden. Für Würdenträger mit Einzelsitzen (sedilia) waren auch Nachtlichter (lucerna) vorhanden. Insgesamt kommen so im Plan 63 Toiletten zusammen. 

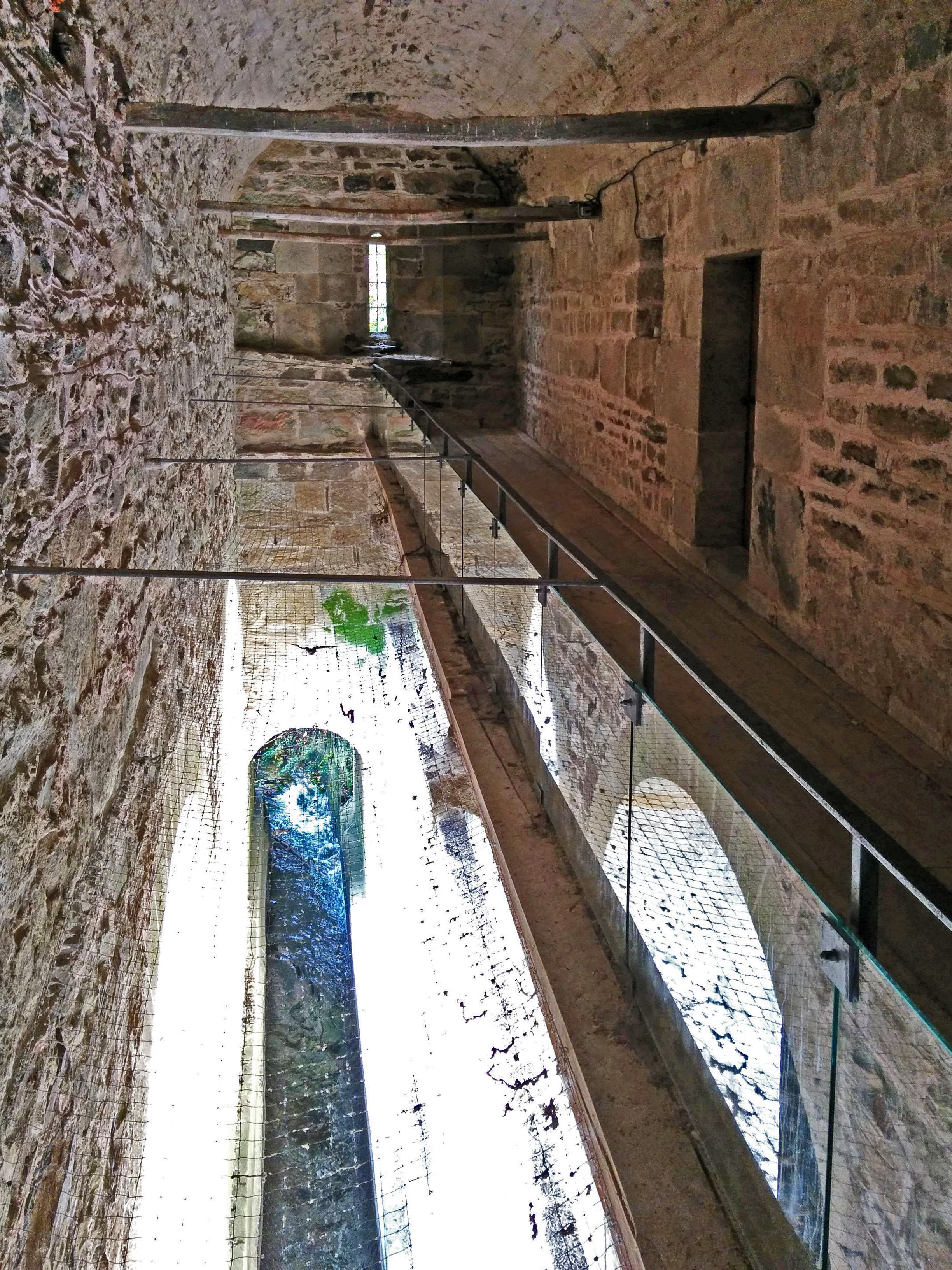
Necessariumsbereich im Stift Zwettl, rechts Zugang vom Dormitorium (2019)
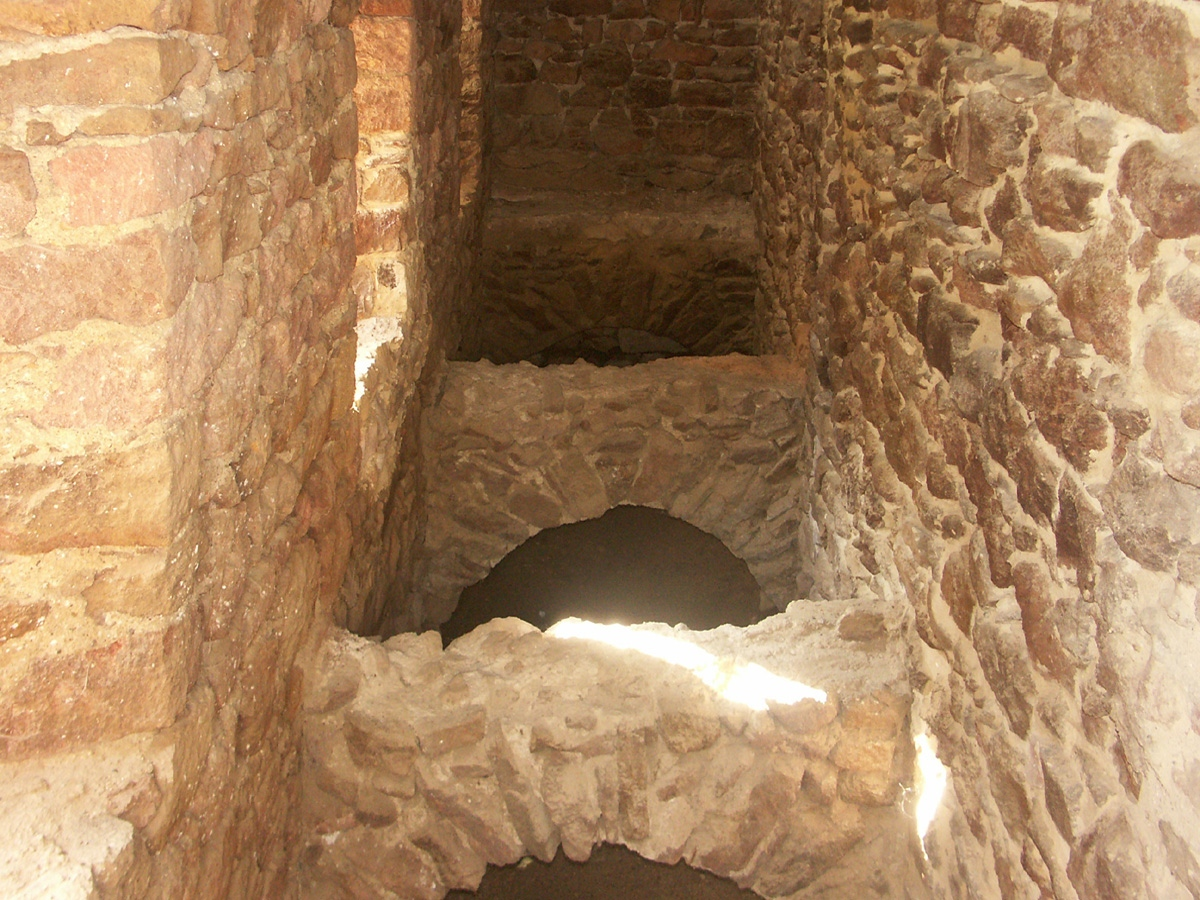
Graben unter dem ehemaligen Necessarium im Kloster Buch (2008)

Necessarien sind nur sehr wenige erhalten. Reste finden sich im  Zisterzienserstift Zwettl im Waldviertel in Niederösterreich.
Auch im sächsischen Kloster Buch bei Leisnig ist im südlichen Ende des Kapitelhauses noch der Graben sichtbar, über dem einst das Necessarium angebracht war.